# 自法寺
自法寺（じほうじ）は、岐阜県恵那市飯地町にある釈迦牟尼仏を本尊とする曹洞宗の寺院。山号は祖廣山。恵那三十三観音霊場二十八番。

## 雲松山 洞泉寺
飯地村には寛政年間に雲林寺（臨済宗妙心寺派）の末寺として開かれた雲松山 洞泉寺があったが、
明治3年(1870年)、苗木藩の廃仏毀釈により洞泉寺を含む寺院は全て廃寺となった。旧苗木藩の領民は神道への改宗を強制された。
最後の住職の大同巨益は還俗・帰農し、姓を「洞田」にして、廃寺後の洞泉寺の建物に引き続き居住した。
明治4年(1871年)、苗木県(旧苗木藩)が岐阜県に吸収されたことにより廃仏毀釈が終了すると、飯地村には寺院が無い状態となり、神道に改宗した者、臨済宗妙心寺派の信仰を維持するために加茂郡久田見村の宝蔵寺の檀家になった者、久田見村の真宗大谷派の法誓寺の門徒になった者、天理教に入信した者とに分かれた。
明治23年(1890年)3月、洞泉寺の元の檀家118戸が、残存していた堂宇を修繕し、廃仏毀釈の時に檀家の蔵に隠して保管していた薬師如来とその他の仏像を安置して、洞泉寺の最後の住職の大同巨益と、その庫裡ちよの顕彰碑を建てた。
臨済宗妙心寺派の信仰が忘れられなかった村民は、当時蛭川村の高徳寺に隠棲していた、雲林寺の最後の住職の剛宗宗戴に帰依したりもした。
明治36年(1903年)、旧洞泉寺の建物に、加茂郡久田見村の宝蔵寺の代僧として加茂郡八百津町の大仙寺の大導寺師も居住することとなり、旧洞泉寺の建物を二分し、洞田家と同居したが長続きしなかった。その後、洞田家は建物の勝手場を二間ほどを取り壊して縮小し、別に一棟を構えて移った。

## 自法寺として再興
これらの状況を憂いた恵那郡長島町永田の高安寺の絶學祖廣(木村祖廣)は、既に高安寺の住職を引退し隠棲していたが、飯地村に寺院を復興することを決意し、私有財産全てを投じて洞泉寺の跡地を買い取り、宅地・家屋・田地・山林を購入し、なお沖田を開墾し寺有として基礎を固めた。
開基は尾張国愛知郡の大沢清兵衛の四女の春山恵明大姉(大沢よそ)である。
明治42年(1909年)、静岡県磐田郡富岡村(静岡県磐田市)にある、大円寺五世の久岩全良が開山した自法庵の寺号を洞泉寺跡に移すことによって
大正元年(1912年)11月16日に曹洞宗の寺院として開山した。
高安寺は恵那郡千旦林村の大林寺につらなる寺院であったため、自法寺も大林寺の末寺となった。
大正2年（1913年）3月12日に法地に昇格し、總持寺管主の大円玄致より山号の親額を付与された。
大正8年（1913年）3月12日、絶學祖廣(木村祖廣)が入寂した。
大正13年（1918年）5月21日　天外祖英(木村祖英)が住職となった。天外祖英(木村祖英)は、飯地村西山の各務定右衛門の子で、幼くして祖廣の養子となり入山、長じて總持寺にて参禅修行後に住職となっていたが、
昭和5年(1930年)、高安寺に転住したため、土岐郡日吉村の開元院の大法智勇(逸見智勇)が、自法寺の住職を兼務した。
昭和10年(1935年)2月、大洞隆禅(小栗隆禅)が入山し住職となった。大洞隆禅(小栗隆禅)は大法智勇(逸見智有)から得度を受け修行後、永平寺にて参禅修行した。大洞隆禅(小栗隆禅)は伽藍の復興を志すも、大東亜戦争に召集され、昭和19年（1944年）年4月、南方戦線において戦死した。
昭和54年（1979年）、五世の大智隆輝（小栗隆輝）の代に至り、梵鐘再鋳と鐘楼堂を建立。
平成2年（1990年）年秋に、本堂を新築落慶。
平成13年(2001年)　春には庫裏の新築落慶がなされ、寺院の威容を整えるに至った。
平成25年(2013年)　6月1日付で大學隆博（小栗隆博）が六世となった。
檀家は飯地の沢尻・福原尾・杉之沢組と五明南組の一部である。
本尊の他、恵那三十三観音霊場の二十八番札所の本尊として聖観世音菩薩を祀っている。

## 関連リンク
- 曹洞宗　祖廣山　自法寺